# Chiesa di San Salvatore (Castellina in Chianti)
La chiesa di San Salvatore si trova a Castellina in Chianti.

## Storia e descrizione
L'edificio era di età medioevale ma durante l'ultima guerra mondiale è stato distrutto e successivamente ricostruito in stile neoromanico a cura dell'architetto senese Menotti Lucattelli.
All'interno, un affresco staccato con Madonna con il Bambino del pittore del primo Quattrocento detto Maestro di Signa; da segnalare anche una bella statua lignea policroma raffigurante  san Barnaba, di uno scultore, forse fiorentino, della metà del Quattrocento. Inoltre nell'edificio si troverebbe anche, all'interno di una teca, il corpo di san Fausto martire donato da una ricca famiglia senese alla chiesa. Da quel momento san Fausto diventò protettore del Chianti e i devoti invocavano il suo aiuto in momenti di siccità o durante la vendemmia.